# Видинско-ломски говор
Видинско-ломският говор е диалект на българския език, традиционно говорен в по-голямата част от Северозападна България. Заедно с белослатинско-плевенския говор той образува северозападната група на западните български говори.
В последните години диалектът, макар и все още жив, започва бързо да изчезва вследствие на влиянието на медиите и образованието. Диалектът активно се говори от населението родено до 1978 – 1980 г., но почти не се използва от по-младото поколение.

## История
Основен фактор за обособяването на видинско-ломския от белослатинско-плевенския говор е влиянието на съседния белоградчишки говор. То се реализира в резултат на продължителни постепенни миграции на от полупланинските области на Белоградчишко надолу по течението на Витбол, Арчар, Лом и Цибър, регистрирани поне от XVIII век до Колективизацията. Преселниците се установяват в съществуващи села и в повечето случаи с времето са езиково асимилирани, но оказват влияние върху местния диалект.

## Особености
Най-важните му особености са следните:
- Глаголно окончание -м за първо лице единствено число в сегашно време при всички глаголи (четèм, метèм, нòсим, дръжѝм, натѝснем, испỳщим) – влияние на белоградчишкия говор.[1]
- Частица че за образуване на бъдеще време (че ѝдем, че напрàвим, че дòйдат) – влияние на преходните говори, което е широко разпространено и в други западни говори.[1] Една друга, по-пълна форма също се използва: оче (от хочеш, което е най-вероятно влияние на торлашкия говор или сръбски директно). Смисълът е да се наблегне и да се изрази закана: Оче прайш пакост пак?.
- С изключение на частицата че се запазва обичайният за северозападните говори звук щ/жд.[1]
- Лично местоимение за 1 л. ед. ч. йа (я), за 3 л. он, она, оно, 3 л. мн.ч. они (съкр. ни). Третоличното местоимение в дателен падеж ед. число женски род има форма н’ой вместо „ней“ (н’òй нèма нѝшто; н’òй дàде рѝза). Винителният падеж за множествено число 3 л. е н’и (от старата форма нихъ: С н’и (понякога даже и н’им) ли че одиш?), а дателния падеж за множествено число е н’г’и (или н’г’им) вместо „им“ (кажѝ н’г’и, гòрко н’г’и).
- Звукът х е почти напълно изгубен (леп вместо хлеб, ора вместо хора и т.н.).
- Съюз У вместо в (у барата).[1]
- Ръ, лъ вместо ър, ъл като архаизъм: твръд, длъг (дълъг), сръце, влък (вълк), чрън (черен) и т.н.
- Преобразуване на старобългарската коренова група  в чър вместо в обичайното чер (чърги, чървляше, чърно) – влияние на преходните говори, в които преобладаващата форма е цър[2]
- Запазване и дори разширяване на мекото н в много думи: конь, картонь, драмонь (счупена каруца, таратайка), булвань (буца пръст), нйего (него), каманье (камъни) и т.н.
- Запазване и разширяване на мекото л, което впоследствие отпада и остава само йотацията: зейе (от зелье), йея (от лйеля, т.е. леля), пръльица и даже пръйца (муцуна), пойе (от полье), дръжалье (дръжка) и др.
- Отглаголните съществителни са със суфикс нье като архаизъм и според фаворизацията на мекото н: бранье, саденье, ваденье и т.н.
- Остатъци от стари форми на наречия (особено харакерни в районите преди навлизане в торлашкия диалект): нигде (ст.бълг. никъде), кам/кама (ст.бълг. камо) в изрази като Кам/кама те? (Къде си?), насвадем (навсякъде), све (ст.бълг. вьсе, т.е. всичко), 'вам/навам (ст. бълг. овамо т.е. форма на насам; пример: Йела 'вам – Ела тук.) и др.
- Множествено число, образувано с е, вместо с и: видинчанье (видинчани), дреновчанье и т.н. (сравни ст. бълг. словѣне).
- Окончание еве вместо ове за мн.ч. мъжки род на някои думи като архаизъм, под влиянието на омекотени съгласни в старобългарския език: ножеве (от среднобългарски вместо ножове, показва мекото влияние на ж), ключеве (аналогично).
- Само едно относително местоимение къде (най-верятно от ст. бълг. иде, идеже), вместо който, която, което, които: Кам го оня, къде сече дръва у гората? (Къде е онзи, който сече дърва в гората?).
- Често използане на по вместо след (архаизъм): по мене (след мене).
- Изрази като Никому нищо не дам показват препочитание за по-синтетични форми (вместо На никого нищо няма да дам/давам).
- Лексикон, характерен за западните говори, но и с много специфични представители: мачка/мачък/маче (котка/котарак/коте), булвань (буца пръст), б(а)рабиняк/б(а)рабинци/боробинци (мравка/мравки), бабка (дупка), пужовец, пужиньок(арх. и само най-старите хора – охлюв, от ст. бълг. пужь), бара (река), да пойдем/пошъл (да тръгна/тръгнал), да си сидем (да си тръгна), пръльица (муцуна), тетка (архаизъм за леля), чрън (черен, срвн. ст. бълг. чрънъ), мерудия/меродия (от гръцки произход – магданоз), бабина душица (мащерка), ореси вместо орехи (арх. и рядко, само най-старите хора), дръжа(л)ье (дръжка на мотика и пр.), мръкье (умиране, ст. бълг. мръщ(ен)ие; влияние на ст.бълг. щ, което е било меко), гръм (арх., от ст. бълг. гръмъ – храст, но със значение за окопана овална почвена повърхност, където се сади), макя (майка; от изместването на ь в среднобългарската дума матька), точило (колело на кола и пр. аналогизъм с кръглата форма на колелото за точене за инструменти и пр.), фръгам (хвърлям; ст. бълг. корен връг*), лубеница (диня; произход, свързан със ст.бълг. дума лъбъ (срвн. лобно място)), диня (пъпеш), кукуруз (царевица, кочан), кукуржак (царевица(царевичак), растението), брег (не само бряг, но и баир, директно от старобългарски брѣгъ, с индо-европейски произход, срвн. Berg в много германски езици; баир е от турски произход; Пример: Белия Брег в гр. Димово), йела вам (ела тук), йелайте (елате), мешина (стомах, корем (произлиза от мях)), клен (рибата речен кефал), подробица (пълнеж за пиле и пр., плънка), благо (сладко, вкусно), че умреш отглади (падежен остатък, показващ, че в някои диалекти на среднобългарския старобългарската дума гладъ е преминала в гладь), съглам (с главата си, нормален; от среднобългарската падежна форма съ главом), нийел (развален, лош, не го бива; най-вероятно сродна с ела (от гръцки), което обяснява и глаголната форма да йелам (да ставам, да ме бива)), суграшица (киша), грозгье (грозде; от гроздие), гижа (асма), съга (сега), коги (кога; от среднобългарски произход; много рядко, само в някои села (с. Костичовци например; само най-старите хора използват), да сакам (да искам; да щем (да ща) също се използва често), кръ̀жа (кир), крошня (кошница), млака (малко мочурище, мокро място), да дирим (да търся, да диря), юница (млада крава от ст. бълг. юнъ = млад, срвн. думите юноша, юнак), госкье (гости), тава/онава (това/онова), светец (курбан), комина (джибре), пелешка (кожен израстък/брадавица, срещан под шиите на козите), те (ето; от ст.бълг. тѣ), яла/яле (ето; най-вероятно от Я, гледай->Ягле->Яле/яла), дако (нищо, и какво от това), цвик (суроватка), дево̀че (момиче), врачам се (връщам се), врати се (върна се), нѐма да (вм. недей да), мотвак (лятна кухня), пловки (патки), бибета (малки патета или гъски) перашки (боядисани яйца), откъде дунав (на север), откъде пладне (на юг), нанагоре (на запад), нанадоле (на изток), боджак (кошара за овце), цигли (тухли), дзидам (зидам), мана̀ра (брадва), мръзи (мързи), мръза (мързел), магаза (мазе, изба), соба (стая), кусни, кусай (хапни, пробвай), судѐ (натриева основа за сапун), пу̀щи (пусни), ло̀ви (хваща (и телевизия)), огин (огън), пливам (плувам), бръ̀же (бързо), башка̀ (отделно), чѐкам (чакам), опинки (цървули), ратѝя (хартия), ратѝшки (хартийки), артѝса (остава още, неизхарчен), да сме зная̀ли (ако знаехме), бекяр (ерген), айгър (ат), га̀чи (гащи), чора̀пци (вълнени чорапи), джуки (устни), мръ̀нкя (мрънка, мърмори), сиса (цица, бозае), що (защо, какво), скѝне, скинат (скъса, скъсан), откине (откъсва), изпружи (опъва, изпъва напр. краката), гръцмул (гръклян, гуша), зейтин (олио), удри! (удари!), фустан (рокля), дека (че (съюз)), кола (и талига: каруца), синия (софра, малка ниска маса, около която се седи на земята), очем (искам), нечем (не искам), ума (хума, фина глина), геран (кладенец), царски път (шосе), копам (копая), тръчам (търча, бягам), тривонь (трион), мистирия (мистрия), сенкя (сянка), гадини (добитък, стока), сабайлен (сутрин), тръкам (тръкам), доаждам (идвам), джеб (джоб) и мн. др.